# Constant Djakpa
Tohouri Zahoui Constant Djakpa (Abidjan, 1986. október 17. –) elefántcsontparti válogatott labdarúgó, jelenleg az Eintracht Frankfurt játékosa, balhátvéd.

## Külső hivatkozások
- Constant Djakpa a national-football-teams.com honlapján